# لانسا دل واستو
جوزپه جووانی لوئیجی انریکو لانسا دی ترابیا (به ایتالیایی: Giuseppe Giovanni Luigi Enrico Lanza di Trabia) فیلسوف و شاعر قرن بیستم میلادی اهل ایتالیا است.

## جستارهای وابسته

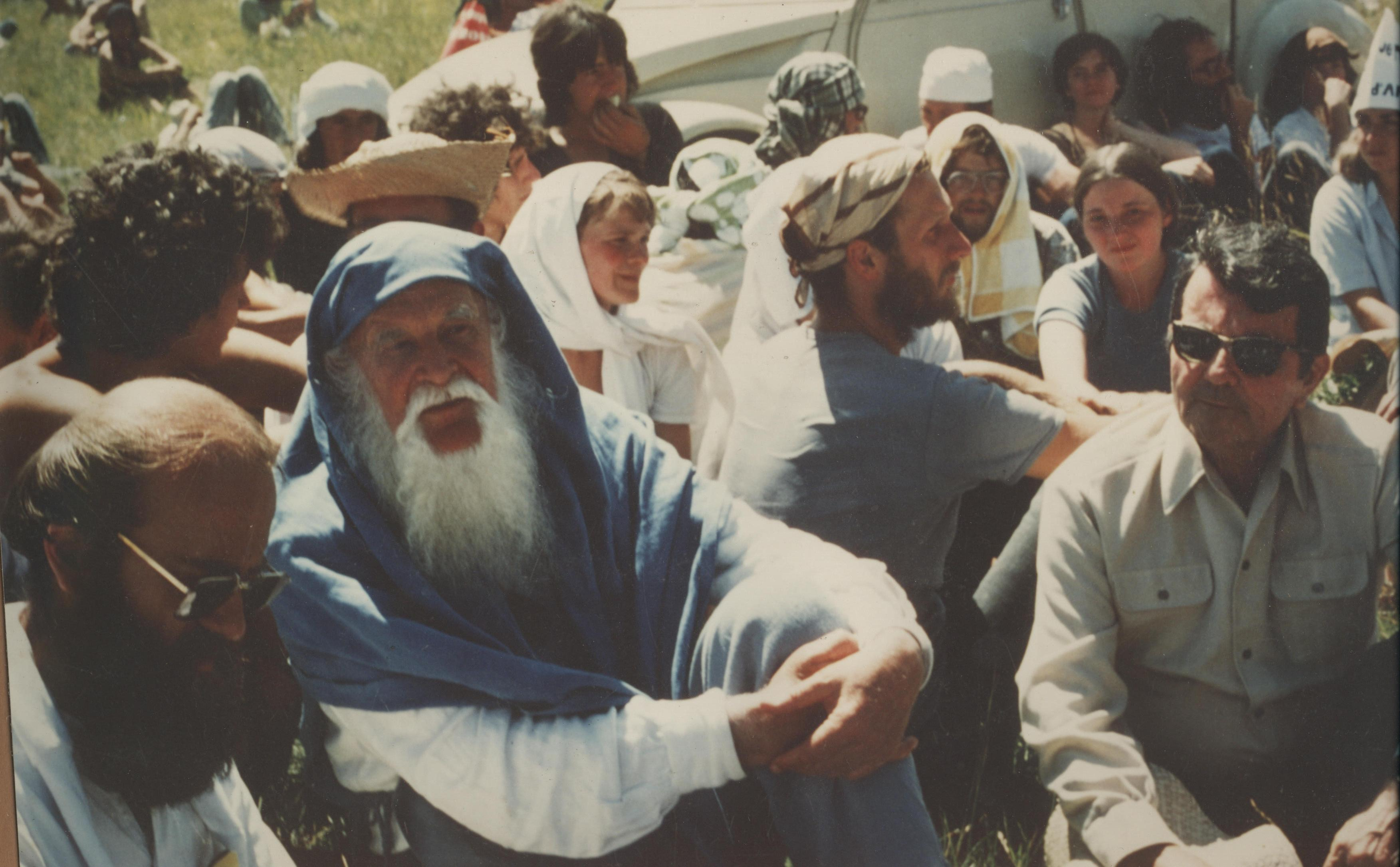